# Lamit Company
Lamit Company este un operator satelitar independent european care oferă servicii globale. Compania oferă internet și telefonie prin satelit pentru școli primare, licee, universităti, instituții  guvernamentale etc. de pe cinci continente. Totodată, Lamit ajută diferite categorii de companii să își extindă activitatea în toată lumea, utilizând conectivitate prin satelit și rețele de tip VPN securizate. Cu acest scop Lamit a dezvoltat propria platformă de servere denumită Lamit 2Pro. Zonele în care compania oferă servicii sunt: Africa (în întregime), Europa (în întregime), Orientul Mijlociu (în întregime), Rusia (părțile importante), Australia (partea de nord), Americile, India, Indonezia.

## Internet prin satelit pentru parcuri eoliene, centrale fotovoltaice și hidroelectrice

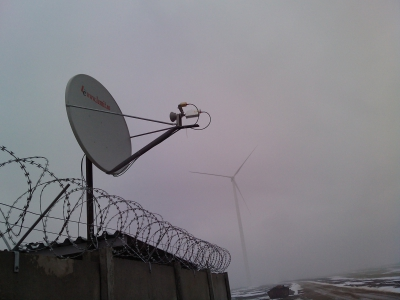
Antena de satelit într-un parc eolian

Având în vedere creșterea necesitătii pentru energie naturală regenerabilă, numărul parcurilor eoliene, centralelor fotovoltaice și hidroelectrice, microhidrocentrale a crescut, fiecare având nevoie de o conexiune rapidă și stabilă la internet prin satelit. Principala problemă în furnizarea serviciilor de comunicații acestor unități este că ele se află în locații izolate. 
Lamit Company a dezvoltat soluții dedicate pentru a le conecta la rețeaua web folosind experiența anterioară în a instala echipament de comunicații prin satelit și a oferi servicii prin satelit pentru sonde de gaz și petrol. 
Folosind această soluție, companiile de energie regenerabilă pot fi conectate în orice moment la centralele lor (de exemplu cele care folosesc sisteme sau servere SCADA) pentru a verifica și controla de la distanță statusul și parametrii propriilor dispozitive. De asemenea se pot instala camere video la locații pentru ca sediul principal să aibă în permanență „ochi” și „urechi” asupra propriilor sucursale. 
Acest tip de sisteme VSAT necesită instalare și activare făcută de profesioniști însă, folosind noile aplicații și cu îndrumarea unei echipe de asistență experimentate a furnizorului de internet/operatorului de satelit, instalarea poate fi făcută de tehnicienii locali ai centralei. 
Nu în ultimul rând, centralele de energie regenerabilă, în general nu au clădiri așa că soluțiile de satelit trebuie să includă echipament VSAT de exterior. Din această cauză, chiar și modemurile au devenit rezistente la intemperii, de exemplu, noul router de satelit iDirect Evolution X1 pentru exterior, folosit de Lamit Company în asemenea medii.

## Servicii satelitare maritime

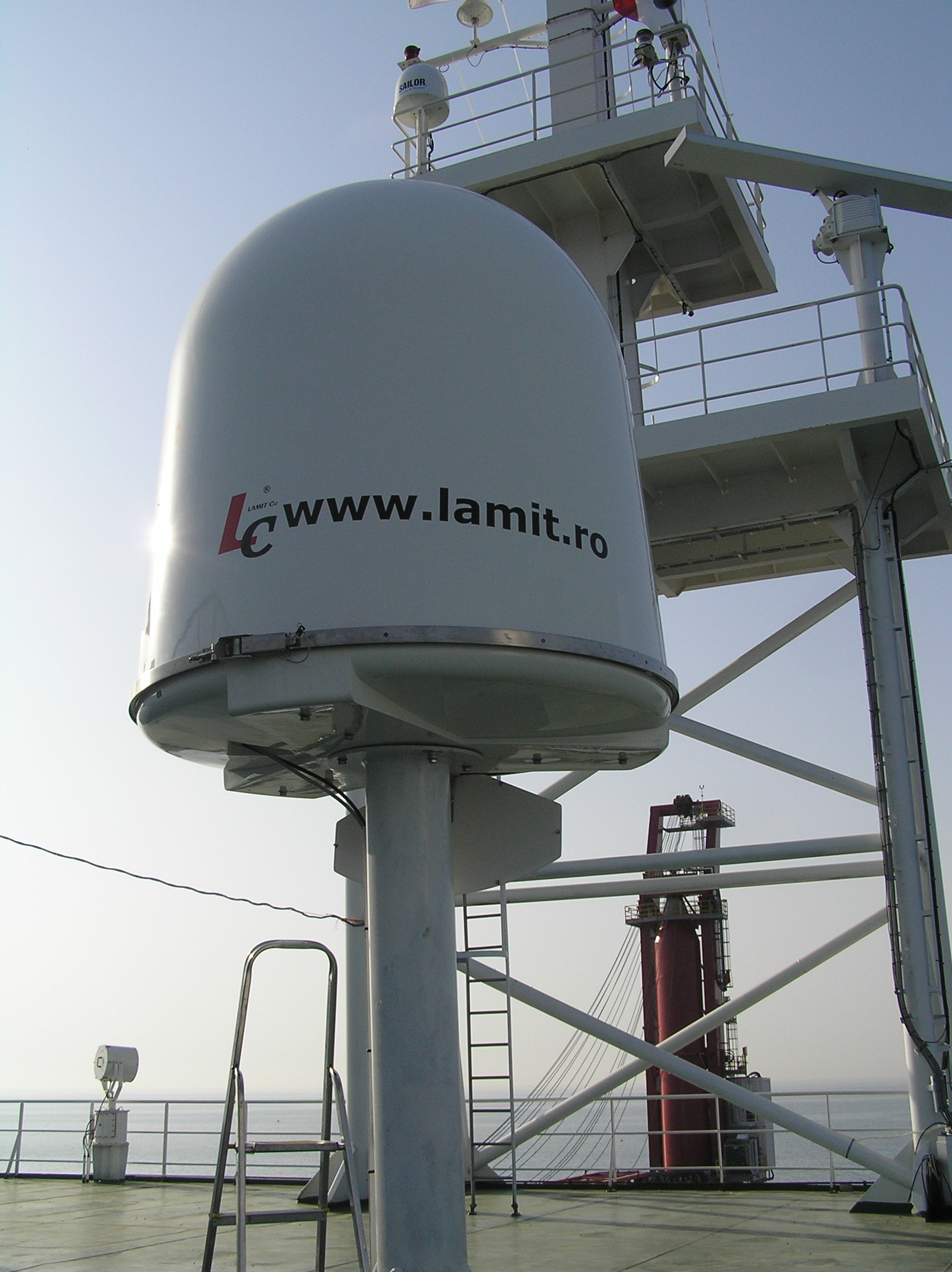
Sistem VSAT maritim

Compania Lamit operează capacități diferite pe mai mulți sateliți și oferă soluții mobile marine complete. Noile tipuri de servicii sunt mai eficiente pentru diferitele tipuri de vase de dimensiuni mari, fiind ele comerciale sau de croazieră. 
Totodată, Lamit Company oferă servicii pentru yacht-uri, aplicabile și la vase de mici dimensiuni cum ar fi feriboturi sau vase de pescuit. Acest nou serviciu aduce o performanță tehnică mai bună și oferă posibilitatea proprietarilor privați să folosească serviciul pentru doar 4 luni/an (mai mult în perioada de vară când yacht-urile chiar necesită o conexiune prin satelit). 
Flota poate fi constant în conexiune cu o rețea terestră ori cu alte vase, permițând dezvoltarea și centralizarea aplicațiilor la bord. Soluția VSAT maritimă permite echipajului și pasagerilor să folosească internetul, să schimbe e-mail-uri, să telefoneze utilizând sistemul VoIP, să trimită fax-uri și alte aplicații fiind conectați indiferent de distantă și condițiile meteo. 
Vasele pot beneficia de comunicații de voce și date spre și de la flotă și birouri, pentru echipaj și pasageri posibilitatea de a utiliza carduri prepaid, GSM, Wi-Fi sau posibilitatea utilizării altor servicii precum management centralizat, video conferințe, tele-medicină și supraveghere video. 
O caracteristică specială a acestui echipament este că atunci când nu are semnal antena de la bord schimbă automat satelitul cu unul de backup, în același fel, când vasul este la marginea zonei de acoperire a satelitului, antena va găsi automat noul satelit.

## Internet mobil prin satelit

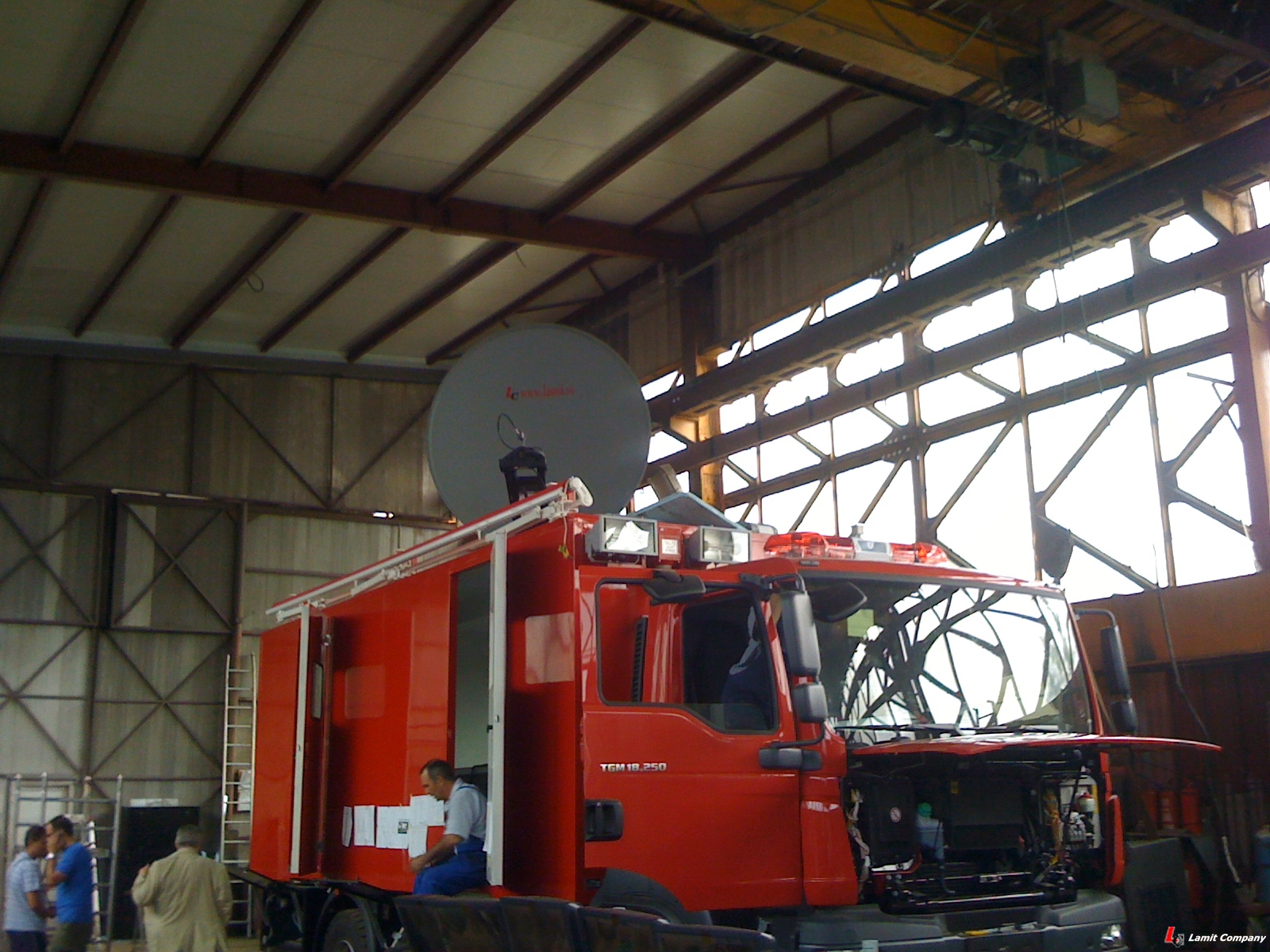
Sistem VSAT mobil instalat pe un vehicul

Conexiunea mobilă de bandă largă prin satelit poate fi folosit în locații diferite, reprezentând un mod  sigur și securizat de a transfera date, de a face streaming video (dacă este vorba de supraveghere audio/video) și alte modalități de comunicare prin satelit, în special în zone dejavantajate unde lipsesc alte sisteme de comunicații, de exemplu, șantiere, platforme de muncă, zone limitrofe sau zone de calamitate. 
Acest sistem de internet mobil prin satelit a fost proiectat special pentru a servi tuturor nivelelor instituționale. Acest sistem are o aplicabilitate vastă: militară, comunicații instant oriunde este sistemul localizat, în instituții medicale mobile, bănci, etc. Mobilitatea este maximă și întregul echipament poate fi împachetat în containere speciale. 
Echipamentul mobil conține: dispozitive exterioare (antenă și montură) alimentate de trei motoare independente, suportul fix;  dispozitive interioare (terminal VSAT și accesorii) complet automatice, pentru conectarea la satelit. 
Antene folosite: 0.75 m, 0.98 m, 1.2 m, 1.8 m și pentru conexiuni speciale, 2.4 m sau chiar mai mult. 
Acest sistem VSAT mobil are toate beneficiile sistemului VSAT fix oferind în plus mobilitate, oriunde în lume. 
Conexiunea la satelit se face automat, în 3-5 minute de la comandă. 

## Sistem fix pentru internet prin satelit

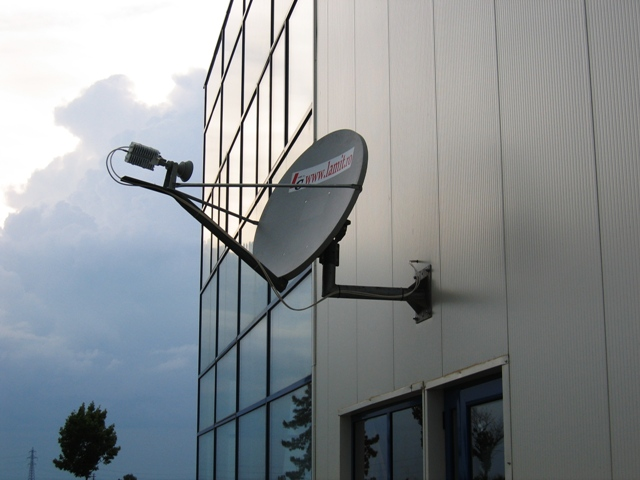
Sistem VSAT fix

Serviciul profesional de internet de bandă largă prin satelit oferă rate maxime de transfer la prețuri minime în toate zonele de acoperire. Conexiunea QoS poate fi customizata, depinzând de necesitățile fiecărui client (content ratio diferit). Odată implementat, echipamentul pentru internet bidirecțional prin satelit poate transmite informații (împreună cu dispozitivele colaterale) prin Wi-Fi (transmisie wireless), linii de telefon existente sau chiar prin rețeaua electrică. 

## Internet prin satelit în Iraq, Afghanistan și Kuweit
Personalul militar din regiune, agențiile guvernamentale, contractorii, universitățile, Internet Cafe-urile și companiile locale sunt printre marii abonați la serviciile de internet prin satelit pentru a fi permanent în contact cu restul lumii. 
O rețea de comunicații VSAT oferă comunicații permanente de bandă largă. Accesul bidirecțional la satelit oferă viteze comparabile cu DSL-ul. 
Serviciul de internet bidirecțional prin satelit permite trupelor, marinei și civililor din bazele militare, localizate temporar în Orientul Mijlociu, să comunice fără restricții. Aceștia pot trimite și primi e-mail-uri, mesaje, pot naviga pe internet, pot comunica prin VoIP și pot distrubui poze și clipuri video în timp real. 

## Serverele Lamit 2Pro
Accelerare, Management al rețelei și optimizare VoIP pentru conexiunea la internet prin satelit. 
Generația nouă de servere profesionale Lamit 2Pro a fost creată pentru îmbunătățirea și administrarea mai bună a conexiunilor prin satelit sau terestre, având și noi funcții de optimizare a lățimii de bandă alocate, și totodată pentru a permite managementul și un control total al rețelei interne. Serverele sunt create pe mai multe nivele de dotări fără să conteze tipul sau dimensiunea rețelei pe care o administrează. Totodată, s-a pus accent pe funcția de prioritizare a apelurilor VoIP, fiind luată în considerare pierderea care poate apărea datorită conexiunii la internet prin satelit, împreună cu o posibilă conexiune wireless, cât și din cauza latenței conexiunii de tip VoIP (Voice Over Internet Protocol). 
Lamit 2Pro Server/Router/Accelerator are o interfață grafică ușor de folosit, fiind configurată pentru conexiuni la internet prin satelit sau terestre, în special depinzând de necesitățile fiecărei rețele. În serverul Lamit 2Pro sunt integrate toate facilitățile principale IP cum ar fi: rutare, QoS, securitate, VPN, stocare, FTP, compresie, cache și totodată tehnologia creșterii performanței VoIP. Tehnologia noului server Lamit 2Pro oferă o experiență lucrativă îmbunătățită pentru utilizator bazată pe accelerarea protocolului TCP, preincarcarea HTTP, cache, web, DNS, accelerare IP și accelerarea porturilor de asemenea.